# Нік Лейн
Нік Лейн (англ. Nick Lane, нар. 1967) — британський біохімік і популяризатор науки. Він працює як дослідник і викладач еволюційної біохімії в університетському коледжі Лондона. Опублікував чотири книги, які здобули кілька нагород.

## Кар'єра
Навчався в Імперському коледжі в Лондоні, отримав докторський ступінь в Королівській безкоштовній госпітальній медичній школі в 1995 році, захистивши дисертацію за темою In vivo studies of ischaemia-reperfusion injury in hypothermically stored rabbit renal autograft. Потім працював медичним автором в Oxford Clinical Communications, а за рік приєднався до медичної мультимедійної компанії Medi Cine International, також як автор. У 1999 році він став стратегічним директором компанії, на той момент Adelphi Medi Cine, цю посаду обіймав до 2002 року.
Став почесним науковим співробітником університетського коледжу в Лондоні в 1997 році, займав пост Почесного читача з 2006 року та був там першим «Provost's Venture Research Fellow» у 2009—2012. З жовтня 2013 року він був читачем з еволюційної біохімії у відділі Генетики, еволюції та навколишнього середовища UCL. Він є автором науково-популярних книг і багатьох статей, а також переможцем премії Біохімічного товариства 2015  і премії Майкла Фарадея 2016.

## Публікації
Його книги, Life Ascending: The Ten Great Inventions of Evolution (Зростання життя: Десять великих винаходів еволюції), здобула в 2010 році премію Королівського Товариства за наукові книги. З'являвся на BBC Radio 4 у передачі In Our Time 13 вересня 2012 року, коли темою обговорення була клітина, і ще раз, 15 травня 2014 року, коли темою був фотосинтез.

### Книги
- Lane, N. (2003). Oxygen: The molecule that made the world. Oxford University Press. ISBN 978-0198508038.
- Lane, Nick; Fuller, Barry; Benson, Erica, ред. (2004). Life in the Frozen State. CRC Press. ISBN 978-0415247009.
- Lane, Nick (2005). Power, Sex, Suicide: Mitochondria and the Meaning of Life. Oxford University Press. ISBN 978-0192804815.
- Lane, Nick (2009). Life Ascending: The Ten Great Inventions of Evolution. Profile Books. ISBN 978-1861978486.
- Lane, Nick (2015). The Vital Question: Why Is Life The Way It Is?. Profile Books, ISBN 978-1781250365 (UK); W. W. Norton, ISBN 978-0393088816 (US).

### Вибрані статті
- Lane, N. (29 березня 2006). Mitochondrial disease: Powerhouse of disease. Nature. 440: 600—2. doi:10.1038/440600a. PMID 16572142.
- Lane, N. (25 жовтня 2006). Cell biology: Power games. Nature. 443: 901—903. doi:10.1038/443901a.
- Lane, N. (19 листопада 2009). Biodiversity: On the origin of bar codes. Nature. 462: 272—274. doi:10.1038/462272a.
- Lane, N. (7 серпня 2010). Genesis Revisited'. New Scientist.
- Lane, N. (25 червня 2012). Life: is it inevitable or just a fluke?. New Scientist. Процитовано 1 липня 2012.